# Ga Jinyeong

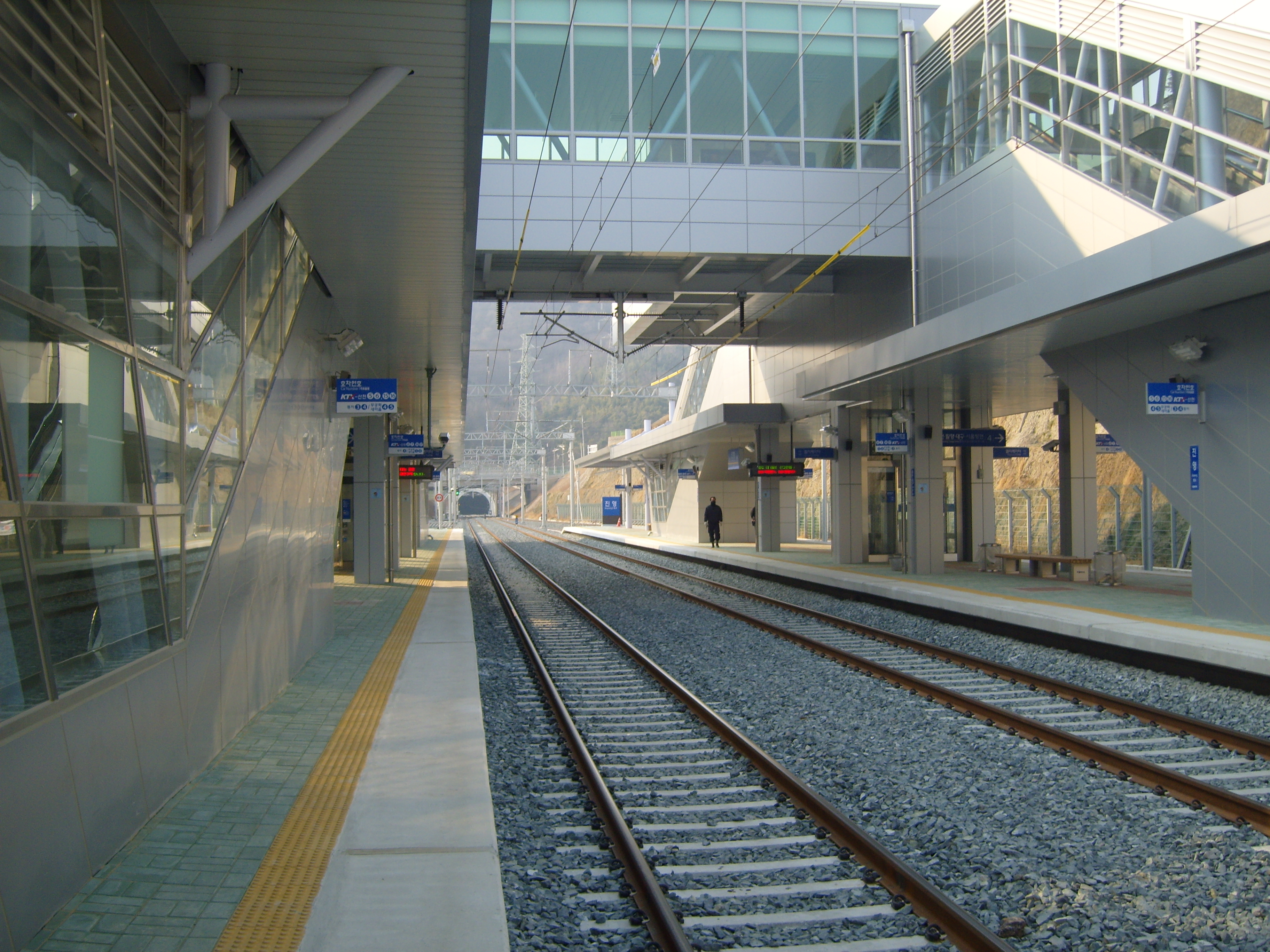
Ga Jinyeong

Ga Jinyeong là ga đường sắt ở Hàn Quốc. Nó nằm trên Tuyến Gyeongjeon.

## Liên kết
- (tiếng Hàn) Thông tin ga Lưu trữ ngày 11 tháng 10 năm 2013 tại archive.today từ Korail